# Hörnleberg
O Hörnleberg é uma montanha que está situada a 905,6 metros acima do nível do mar (NHN), na Floresta Negra Central, no sul da Alemanha. Seu cume se eleva cerca de 600 metros acima do ápice formado pelos vales do Elz e do Wild Gutach. Atualmente, após o trabalho florestal, tem vista para o vale de Elz e a planície do Alto Reno.

## História

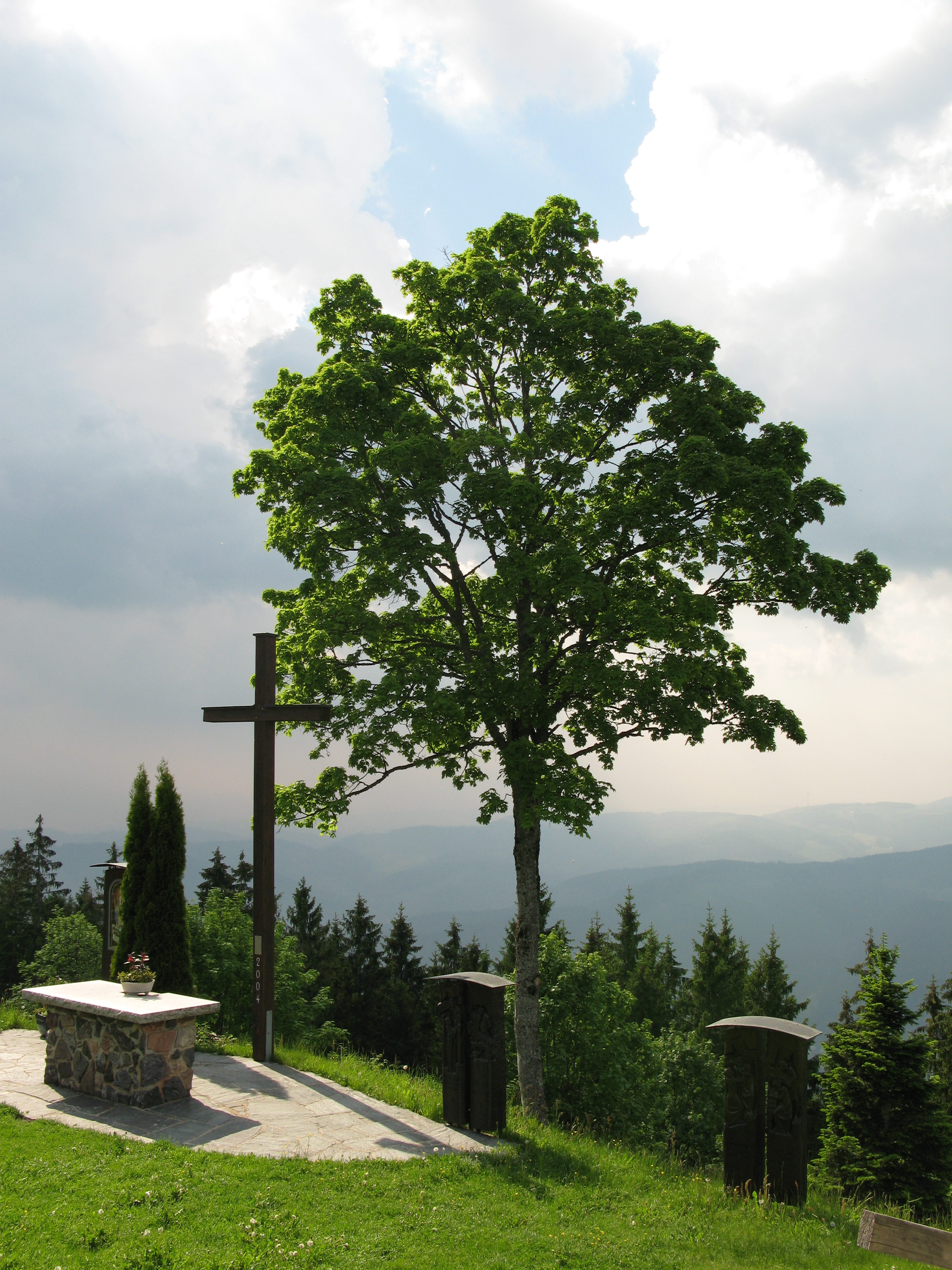
Altar no cume da montanha

No cume da montanha, está a capela de Nossa Senhora (Unsere Liebe Frau), que foi, provavelmente, construída no século VIII ou IX. O primeiro registro da capella uf dem Hörnlin data do ano de 1469, em um livro de ocupação prebendária da diocese de Konstanz. Segundo a lenda, um cego da Alsácia jurou que, se Deus devolvesse sua visão, ele construiria uma capela em homenagem à Maria na primeira montanha que ele visse.

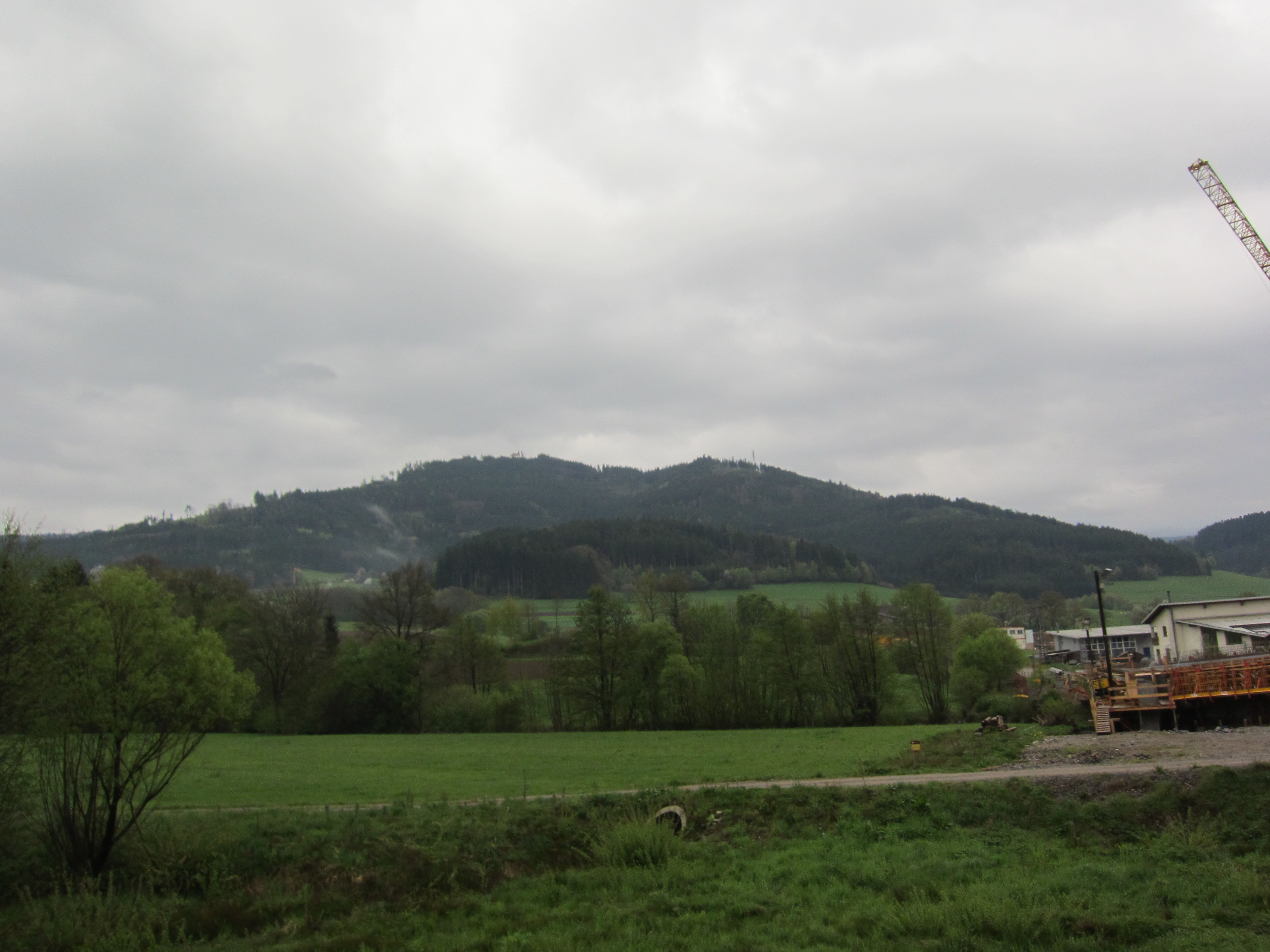
Montanha vista a partir do chão (planície)